# Fides (planetoïde)
(37) Fides is een planetoïde in een baan om de zon, in de planetoïdengordel tussen de banen van de planeten Mars en Jupiter. Fides heeft een ellipsvormige baan, die iets meer dan 3° helt ten opzichte van de ecliptica. Tijdens een omloop varieert de afstand tot de zon tussen de 2,175 en 3,108 astronomische eenheden.

## Ontdekking en naamgeving
Fides werd op 5 oktober 1855 ontdekt door de Duitse astronoom Robert Luther in Düsseldorf. Luther had eerder al vier planetoïden ontdekt en zou in totaal 24 planetoïden ontdekken.
Fides is genoemd naar Fides, in de Romeinse mythologie de godin van het vertrouwen en de personificatie van de loyaliteit.

## Eigenschappen
Fides wordt door spectraalanalyse ingedeeld bij de S-type planetoïden. S-type planetoïden hebben een relatief hoog albedo (en daarom een helder oppervlak) en bestaan grotendeels uit ijzer- en magnesiumhoudende silicaten en metalen. Fides draait in 7,33 uur om haar eigen as.